# Андроник Кондостефан
Андроник Кондостефан (на старогръцки: Ἀνδρόνικος Κοντοστέφανος Κομνηνός; на латински: Andronicus Contostephanus Komnenos; * ок. 1132/1133; † сл. лятото 1183) е велик дука, военачалник, адмирал и политик на Византийската империя.</ref>
Той е син на панхиперсеваста Стефан Кондостефан (ок. 1107 – 1149) и принцеса Анна Комнина (* 1100), дъщеря на византийския император Йоан II Комнин (1087 – 1143) и Ирина (1088 – 1134).  Брат му Йоан е военачалник. Андроник е племенник на императорите Алексий Комнин (1106 – 1142) и Мануил I Комнин (1118 – 1180).
Андроник служи при чичо си Мануил I Комнин. Той командва византийската флота на Пелопонес и Крит Андроник участва в битката при Корфу през 1149 г., в която баща му е убит. Андроник командва византийската войска и побеждава в битката при Сирмиум на 8 юли 1167 г. унгарската войска с командир Дéнес, граф на Бáкс. Така с мирния договор от Белград Унгария е принудена да отстъпи Далмация и Хърватия. През 1169 г. Андроник е командир на флота от 230 кораби и транспортира византийската войска в Египет. Той участва в битката при Дамиета.
През 1176 г. той участва в битката при Мириокефалон против селджуките.
През 1182 г. Андроник Кондостефан оказва подкрепа на Андроник Комнин в борбата срещу властта на Мария Антиохийска, която оглавява регентския съвет на малолетния император Алексий II Комнин след смъртта на Мануил I Комнин. Скоро след като завзема властта, Андроник I Комнин дава воля на своя тираничен характер и започва репресии, целящи да ограничат властта и влиянието на столичната аристокрация. Това става причина Андроник Кондостефан и Андроник Ангел да организират заговор срещу новия император. Съзаклятието е разкрито, Кондостефан и синовете му са арестувани и ослепени.